# Турія (Новоукраїнський район)
Турія́ — село в Україні, у Новомиргородській міській громаді Новоукраїнського району Кіровоградської області. Площа села — 696 га. Населення становить 1 121 осіб. Колишній центр Туріянської сільської ради.

## Географія
Турія розташована в північно-західній частині Новоукраїнського району в долині річки Турія, на якій в межах села існує ставок площею 89 га. В околицях села розташовані яри Майданників та Будьонного.
Село простягається вздовж річки на 8 км. Відстань до центру територіальної громади — 8 км. Відстань до залізничної станції Капітанівка — 10 км.
Північна околиця села є кордоном між Кіровоградською та Черкаською областями. На півночі Турія межує з селом Журавка, на півдні — з селом Листопадове.

## Історія

### Археологія
Біля села досліджені кілька курганів скіфської доби (VII—III ст. до н. е.) та могила кочівників XI—XIII століття. В межах Турії виявлено три поселення черняхівської культури (II—VI століття), на одному з яких розкопано дворище із трьох наземних споруд — житлового приміщення, комори та клуні, а також знайдено два скарби римських монет II століття.

### XVIII століття
Турія вперше згадується в документах першої чверті XVIII століття. З околиць села постачались лісоматеріали для потреб Нової Сербії (з 1752 року) та Чорного гусарського полку (з 1764).
В 1781 році, після маркування кордону, в с. Турія був підписаний акт розмежування територій Російської імперії та Речі Посполитої. Кордон проходив від Дніпра по річках Тясмин, Ірклей, Велика Вись, Синюха. Акт підписали генерал-майор російської армії Михайло Потьомкін і генерал-майор польської армії Карл Мальцевський.
З XVIII століття Турія була родовим гніздом шляхетського роду Тобілевичів.
|  | Турія, село на річці тієї ж назви, вище Листопадового, від Златополя в 6-ти кілометрах на північ. Турія — грецьке звучання. В найстародавніші часи греки часто давали схожі назви своїм поселенням. Поет Діонісій, прозваний мідним, який жив приблизно в часи XCIV Олімпіади, був головою афінського поселення у місті Турії. Але стародавні могили розкидані на полях Турії належать до скіфських часів. В одній з них, яку називають Розкопаною, готувалась селітра та порох в часи Коліївщини. Турія в половині XVIII століття була значним прикордонним містечком. У ній жив один із губернаторів великого маєтку князів Любомирських. Златопіль та Новомиргород в той час ще не мали теперішнього значення. Але відвернення мешканців від селянства, в яке вони були записані, по прийнятій польським урядом системі та вчинені після цього на ярмарках ради, спонукали князя Любомирського забрати у туріян міські права та знищити самі ярмарки за допомогою відомих жаків, які тоді набули такого розміру, що мешканці були змушені тікати та переховуватися в навколишніх лісах. |

.
Про розлогість Туріянського ключа можна уявити з купчої:
|  | Туріянський ключ – [у складі] містечка Турії, [сіл] Миколаївки, Тишківки, Скопіївки, Капітанівки, Писарівки, Оситняжки, Оляниного, Надзьонового або Рейментарівки, Кам'януватки, Юзефівки, містечка Гуляйполя, Межигірки, Лип'янки, Нечаївки, Маслового з Нестерівкою, Кароліни, Листопадового з Краснянкою, Янополя, Рубаного Мосту, Щербатівки, Андріївки, Винополя, Витязівки, Веселого Кута, Гнатівки, Глиняної Балки, Ярославки, Антонівки, Коритиної Балки, Соболівки, Кавунівки, Товмача, Водяного, Михайлівки, Лебедина, Журавки і хутора Синявського. |

.
Турію того часу дуже добре змальовано в п'ятитомнику Міхала Грабовського:
|  | Також невдовзі доїхали до Турії, лиш треба було бути попередженим, що то є село, щоб не сприйняти його радше за величезний фруктовий ліс. Посеред густих садів можна було додивитися заледве кілька хат. Кільканадцять років по тому новий порядок агрономії рекомендував витяти в пень цю не тільки прикрасу села, але суттєве багатство селянина, тому що ці фруктові гаї ускладнювали вигнання селян на панщину. Зігнані громади навколишніх сіл витяли їх протягом одного ранку, незважаючи на благання та плач власників, незважаючи що не раз треба було насильно відтягати господарів, які обіймали стовбури своїх найулюбленіших дерев, благаючих щоби помилували хоч одне з тих, під якими народилися вони та їх батьки. Тоді вони були ще не порубаними; спокійно стояли зеленими сусідами селянської хати, приваблюючи до себе своїм духмяним цвітом рої бджіл недавно виставлених з зимового стебника, а восени рясно даруючи фрукти із своєї щирої вдячності до людини, бо за жодне коло себе старання не були в боргу. Отож міркуючи не з числа побачених хат, навіть не по диму, що підіймався де-не-де над деревами (що свідчило про наявність вогню та хати у тому місці), а з часу витраченого на проїзд по тих вулицях, можна було переконатися яке це було чисельне поселення, і запевне могло збігти добрих півгодини від в’їзду в коловорот Турії, поки не стали біля палацу, де був головний уряд села та ключа і де мешкав сам губернатор. |

2 січня 1787 року Франц Ксаверій Любомирський обміняв смілянські маєтки і продав князю Потьомкіну. Вже на початку 1788 року Потьомкін з мешканців цих щойно придбаних маєтків сформував дві військові бригади — шполянську та златопільську, які під назвою «іноземних добровольців» разом з козаками, вірними Росії, під проводом Сидора Білого взяли участь у війні з Туреччиною.
У Златополі в 1791 році за кошти Анни Стааль, дружини Густава, управляючого туріянським ключем князя Потьомкіна, звели католицьку дерев'яну капличку.

### XIX століття
У 1801 році господарем тутешніх земель стає генерал-майор Микола Висоцький — нащадок Потьомкіних по материнській лінії.
|  | До 1843 року в Турії було дві приходські церкви: Вознесіння та Богородиці, обидві дерев'яні, побудовані на місці давніших: перша 1756, друга 1780 років. В 1843 році, при запровадженні штатів залишена приходською тільки лише Богородиці, а Вознесіння зроблена приписною, якою існує й дотепер, не маючи причту. Богородиці, через старість, розібрана в 1857 році, а на її місці в наступному заснована нова, ще не закінчена. Штатна церква належить до 4-го класу; землі має 78 десятин. |

Після смерті Висоцького Турія дістається Петру та Адріану Федоровичам Лопухіним; після поділу між ними маєтку зарахована до Златопільського ключа, який дістався першому з них.
|  | У 1857 році Турію з Миколаївкою (так називається крайня частина Турії від містечка Златополя) купила у Петра Лопухіна Дарія Порфирівна з Красовських, княгиня Мещерська. |

1864 року в містечку Турія Лебединської волості Чигиринського повіту Київської губернії налічувалось:
|  | Мешканців обох статей: християн — 2219, євреїв — 1372, серед них 12 купців 3-ї гільдії; у 1808 році мешканців було 1861 у 212-ти садибах, Є заводи: ґуральня, цегельний та черепичний. |

### XX століття
Церква Святого Вознесіння перебудовується заново на кам'яному фундаменті з дерева (дуб, сосна) і завершується перебудова в 1908 році.
У лютому 1918 року, після встановлення радянської влади в селі, була утворена Туріянська сільська рада.
Зі створенням 14 жовтня 1921 року УАПЦ святовознесенська парафія визнає її юрисдикцію і служба починає вестися українською мовою. Угода № 781 на користування храмом підписана УАПЦ 11 липня 1923 року з Лебединським волосним виконкомом. 29 березня 1926 року священиком Святовознесенської парафії УАПЦ призначається Колосовський Віктор Іванович, який в 1919 році закінчив 7 класів Златопільської чоловічої гімназії і перед цим був дияконом Миколаївського собору в Новомиргороді. Останній раз парафіяльна церковна рада обиралась 14 серпня 1926 року в кількості 9 осіб та 3 осіб ревізійної комісії.
На фронтах Другої світової війни воювали 277 туріянців, 239 з яких загинули. В боях за звільнення села брали участь полки 6-ї стрілецької дивізії під командуванням полковника І. Ф. Обушенка. В братських могилах на території села поховано 2659 радянських солдат.

## Населення
В 1864 році в селі проживало 3591 чоловік, з яких 2219 християн та 1372 юдеї. Серед них було 12 купців третьої гільдії. 1970 року в селі мешкало 2588 чоловік.
Згідно з переписом УРСР 1989 року чисельність наявного населення села становила 1666 осіб, з яких 715 чоловіків та 951 жінка.
За переписом населення України 2001 року в селі мешкали 1502 особи.
За попередніми підрахунками, в 2011 році населення Турії становило 1208 осіб у 529 дворах.
Станом на 1 січня 2015 року, в селі проживало 1121 мешканців.
| 1808 | 1864 | 1970 | 2001 | 2011 | 2015 |
| ---- | ---- | ---- | ---- | ---- | ---- |
| 1861 | 3591 | 2588 | 1511 | 1208 | 1121 |
|      | ▲    | ▼    | ▼    | ▼    | ▼    |

### Мова
Розподіл населення за рідною мовою за даними перепису 2001 року:
| Мова       | Відсоток |
| ---------- | -------- |
| українська | 99,01 %  |
| російська  | 0,93 %   |

## Інфраструктура
В Турії знаходиться 529 садиб, загальноосвітня школа I—III ступенів, дошкільний навчальний заклад «Ромашка», будинок культури, православна церква, фельдшерсько-акушерський пункт, відділення зв'язку, мобільне відділення Нова Пошта та 6 приватних магазинів. Село газифіковане.

### Сільське господарство
Основним сільськогосподарським підприємством на території сільської ради є ТОВ «Прогрес». Функціонують також кілька селянсько-фермерських господарств.

### Транспорт
Транспортне сполучення з районним та обласним центрами здійснюється щоденними рейсовими автобусами Турія—Кропивницький та Капітанівка—Кропивницький.
За 1,5 км від села розташована залізнична платформа Турія, що робить зручним дизельне сполученню з райцентром, а також містами Сміла, Мала Виска та Помічна. Поряд проходить міжрайонна автомобільна дорога Новомиргород — Сміла. Регулярні перевезення цим автошляхом здійснюють рейсові автобуси сполученням:
- Капітанівка—Кропивницький
- Новомиргород—Черкаси
- Оситняжка—Кропивницький

### Культура

Фольклорний ансамбль «Туріяни»

В селі функціонує Туріянський сільський будинок культури. Тут з 1960-х років діє народний фольклорно-самодіяльний ансамбль «Туріяни».

## Вулиці
В Турії налічується 14 вулиць та 4 провулки. Рішенням сільської ради № 51 від 23 грудня 2015 року в рамках декомунізації деякі вулиці було перейменовано, здебільшого з використанням топонімів на позначення кутків села:
| Назва               | Колишня назва       |
| Базарівська вул.    | Дзержинського вул.  |
| Базарівський пров.  | Дзержинського пров. |
| Берегова вул.       | Жовтнева вул.       |
| Гагаріна вул.       |                     |
| Гагаріна пров.      |                     |
| Гончарівська вул.   | Котовського вул.    |
| Гончарівський пров. | Котовського пров.   |
| Демченко Марії вул. |                     |
| Лесі Українки вул.  | Воровського вул.    |
| Механізаторів вул.  |                     |
| Мирна вул.          | Чапаєва вул.        |
| Молодіжна вул.      |                     |
| Набережна вул.      |                     |
| Слобідська вул.     | Кірова вул.         |
| Степова вул.        |                     |
| Степовий пров.      |                     |
| Центральна вул.     | Леніна вул.         |
| Шкільна вул.        |                     |

Характерною особливістю нумерації будинків на вулицях Турії є їх хаотичне розміщення без будь-якого зв'язку з розташуванням, що, вочевидь, пов'язане з порядком забудови.

## Місцевості
- Слобода́ — південно-східна околиця Турії, східна частина колишнього села Краснянка. Західна частина Краснянки, розташована по інший бік річки Турії, нині входить до складу сусіднього села Листопадове.
- Базарівка — східна околиця села.
- Гончарі́вка — західна околиця села.
- Третякі́вка
- Вівчарі́вка
- Вітрі́вка
- Чуні́вка (Човнівка)[22]

Нині місцеве населення розрізняє місцевості здебільшого за колишніми колгоспними бригадами, яких в селі нараховується три:
- 1-а бригада — південно-західна частина села
- 2-а бригада — північно-західна частина села
- 3-я бригада — північно-східна частина села

## Пам'ятки
- Цікавою з архітектурної точки зору є будівля єврейської крамниці (ріг вулиць Механізаторів та Базарівської), де й зараз розташований магазин.

### Пам'ятники
| Назва                                                   | Розташування                                       | Дата встановлення | Фото | Короткі відомості |
| Воїнам, загиблим в роки Другої Світової Війни, меморіал | навпроти будинку культури                          |                   |      | На пагорбі розташована скульптура жінки в хустині, яка оповита журавлиним ключем. На стелах внизу під пам'ятником вказані імена всіх загиблих воїнів-вихідців з села.                                                           |
| Радянських воїнів, братська могила                      | по вул. Центральній, біля ФАПу                     |                   |      | У братській могилі біля пам'ятника поховано 1617 радянських солдат, які загинули під час звільнення села у 1944 році; імена і дати загибелі деяких з них вказані на плитах під пам'ятником.                                     |
| Радянських воїнів, братська могила                      | вул. Мирна, на кладовищі                           |                   |      | У братській могилі біля пам'ятника поховано 851 радянських солдат, які загинули під час звільнення села у 1944 році; імена і дати загибелі деяких з них вказані на плитах під пам'ятником.                                      |
| Радянських воїнів, братська могила                      | вул. Механізаторів, поблизу олійні                 |                   |      | У братській могилі біля пам'ятника поховано 191 радянських солдат, які загинули під час звільнення села у 1944 році; імена і дати загибелі деяких з них вказані на плитах під пам'ятником.                                      |
| пам'ятний знак                                          | в сільському парку                                 |                   |      | |
| 6-ій Орловській дивізії, пам'ятний знак                 | на в'їзді до села, неподалік залізничного переїзду | 1980              |      | Пам'ятний знак встановлено на місці боїв у лютому 1944 року, де 6-а Орловська Хінганська стрілецька дивізія протистояла Корсунь-Шевченківському угрупуванню німецьких військ. Знак встановлений ветеранами дивізії у 1980 році. |
| Юркову Олександру Дмитровичу, пам'ятний знак            | на в'їзді до села, неподалік залізничного переїзду |                   |      | Пам'ятний знак сповіщає про те, що поле біля нього назване ім'ям Героя Радянського Союзу Юркова Олександра Дмитровича (1915–1988); в розмовній мові місцевість має назву «Юркове поле».                                         |

## Відомі люди
- Бондаренко Микола Матвійович (нар. 27 вересня 1936 року) — хірург, доктор медичних наук (1978), заслужений діяч науки і техніки України (1997).
- Вітко Костянтин Миколайович (1890 — ?) — український військовий діяч, підполковник Армії УНР. Лицар Залізного хреста УНР.